# Mathias Tolentino Braga
Dom Abade Matthias Tolentino Braga O.S.B.,  este é seu nome religioso.  Nascido em Presidente Olegário-MG, aos 22/02/1965) foi batizado Euclides Tolentino Braga. É um monge-sacerdote beneditino do Mosteiro de São Bento de São Paulo-SP. É também Engenheiro eletrônico formado pelo Instituto Tecnológico de Aeronáutica (turma ITA-92) de São José dos Campos-SP.
Tornou-se Abade-Emérito após quinze anos no governo abacial do Mosteiro de São Bento de São Paulo.

## Infância e juventude
Nasceu na Fazenda da Herva, às margens do Rio do Peixe, Distrito de Ponte Firme em Presidente Olegário-MG, Diocese de Patos de Minas-MG.  Filho de Adão Braga e Lázara Tolentino Braga, um dos seis filhos e filhas do casal. Fez toda sua iniciação cristã na Paróquia de Santa Rita de Cássia, dessa diocese. Mudando-se para a capital federal em julho de 1973. Ali estudou em escolas públicas até o primeiro ano do Ensino Médio. Concluiu o segundo grau no Colégio Lá Salle de Brasília em 1983 com formação técnica em processamento de dados.

## Formação Militar
Em 1984 recebe o espadim de cadete aviador da Força Aérea Brasileira (FAB), Academia da Força Aérea (AFA), em Pirassununga-SP, concluidos os cursos de paraquedista, voo à vela e aviação militar, que inclui procedimentos elementares de tráfego aéreo, manobras e acrobacias. Em 1987, ao concluir o CPOR, recebe a espada de Oficial da Força Aérea do Brasil (FAB), no  DCTA de São José dos Campos-SP. Ao longo da graduação em Engenharia, fez iniciação científica e estágios no Instituto de Estudos Avançados (IEAv), em projetos  de aviônicos pertinentes ao Progama de Veículos de Lançamento de Satélites (VLS).

## Carreira monástica
Nomeado Celereiro (ecônomo) do mosteiro, em 2001; nomeado Prior Conventual em 2004; assume como Prior Ordinário, em março de 2006; eleição abacial aos 5 de abril de 2006, seguida da posse (Entronização e recepção da Cruz Peitoral) no governo da Comunidade Monástica. Em 14 de maio de 2006 realiza-se a solene Bênção Abacial (consagração vitalícia  como abade do mosteiro com recepção do anel, do báculo e da mitra). No curso da vida monástica foi por 8 anos Mestre de noviços e de professos temporários, isto é, coordenou toda a formação monástica e seminarística dos iniciantes à vida monástica; quatro anos como Professor de filosofia (introdução à Metafísica com Aristóteles e Santo Tomás de Aquino); cinco anos como Celeireiro, gerindo o diversificado patrimônio do Mosteiro de São Bento que inclui: o conjunto arquitetônico tombado pelo COMPRESP e CONDEPHAAT na Cidade de São Paulo (englobando o Mosteiro, a Basílica, o Colégio de São Bento, a Faculdade de São Bento e Casa de Dona Marieta), além da Fazenda São Bento do Parateí, do Mosteiro Beneditino de Sorocaba e do Mosteiro Beneditino de Jundiaí. Ao longo de uma década assumiu como Diretor Executivo da Faculdade de São Bento (FSB) e Reitor do Colégio de São Bento (CSB) Após quinze anos no governo abacial, tornou-se Abade Emérito.

## Honorificências e funções sociais
É Cidadão Paulistano, por Lei Municipal de 2008.
É  membro, desde fevereiro de 2011, do CONDEPHAAT - Conselho de Defesa do Patrimônio Histórico, Arqueológico, Artístico e Turístico de São Paulo.